# Bembrops morelandi
Bembrops morelandi är en fiskart som beskrevs av Nelson, 1978. Bembrops morelandi ingår i släktet Bembrops och familjen Percophidae. Inga underarter finns listade.